# Agenor Maria Gołuchowski
Ifjabb gróf Agenor Gołuchowski (teljes nevén Agenor Maria Adam Gołuchowski z Gołuchowa; Lemberg, Osztrák Császárság, 1849. március 25. – Lwów, Lengyelország, 1921. március 28.), lengyel arisztokrata politikus, k. u. k. miniszter, aki az Osztrák–Magyar Monarchia közös külügyminisztere 1895 és 1906 között.